# Sik-K
Kwon Min-sik (Hangul: 권민식, nascido em 26 de fevereiro de 1994), mais conhecido por seu nome artístico Sik-K (Hangul: 식 케이), é um rapper sul-coreano. Ele foi um concorrente do Show Me the Money 4. Ele lançou seu primeiro EP, Flip, em 20 de julho de 2016.

## Discografia

### Extended plays
| Título                                              | Detalhes do álbum                                                                                    | Posições nos charts | Vendas       |
| Título                                              | Detalhes do álbum                                                                                    | KOR                 | Vendas       |
| --------------------------------------------------- | --- | ------------------- | ------------ |
| Flip                                                | - Lançamento: 20 de julho de 2016 - Empresa: OTC, CJ E&M - Formatos: CD, download digital            | —                   | Indisponível |
| H.A.L.F (Have.A.Little.Fun)                         | - Lançamento: 5 de junho de 2017 - Empresa: H1GHR Music, CJ E&M - Formatos: CD, download digital     | 39                  | - KOR: 750   |
| Boycold                                             | - Lançamento: 21 de setembro de 2017 - Empresa: H1GHR Music, CJ E&M - Formatos: CD, download digital | 43                  | Indisponível |
| Trapart                                             | - Lançamento: 19 de janeiro de 2018 - Empresa: H1GHR Music, CJ E&M - Formatos: CD, download digital  | —                   | Indisponível |
| "—" denota lançamentos que não entraram nos charts. | |                     |              |

### Singles
| Título                                                        | Ano                    | Posições nos charts    | Vendas (DL)            | Álbum                       |
| Título                                                        | Ano                    | KOR                    | Vendas (DL)            | Álbum                       |
| Como artista principal                                        | Como artista principal | Como artista principal | Como artista principal | Como artista principal      |
| ------------------------------------------------------------- | ---------------------- | ---------------------- | ---------------------- | --------------------------- |
| "Better Life"                                                 | 2015                   | —                      | Indisponível           | Sem ábum                    |
| "Untitled" (제목미정) feat. Crucial Star, Taylor              | 2015                   | —                      | Indisponível           | Sem ábum                    |
| "I Call It Love"                                              | 2016                   | —                      | Indisponível           | Flip                        |
| "No Where" feat. Loco                                         | 2016                   | —                      | Indisponível           | Flip                        |
| "Rendezvous" (랑데뷰)                                         | 2016                   | —                      | Indisponível           | Flip                        |
| "Ring Ring" feat. Gaeko                                       | 2016                   | —                      | Indisponível           | H.A.L.F (Have.A.Little.Fun) |
| "Fly"                                                         | 2017                   | —                      | Indisponível           | H.A.L.F (Have.A.Little.Fun) |
| "Party (Shut Down)" feat. Crush                               | 2017                   | 97                     | - KOR: 21,820          | H.A.L.F (Have.A.Little.Fun) |
| "Your Night" (너의 밤)                                        | 2017                   | —                      | Indisponível           | Boycold                     |
| "Choppy" (마음이) feat. Herr Nayne                            | 2018                   | —                      | Indisponível           | Trapart                     |
| "Yellows Gang" feat. Herr Nayne, Woodie Gochild               | 2018                   | —                      | Indisponível           | Trapart                     |
| "Skip and Kiss" (그래 그냥 내게 바로)                         | 2018                   | —                      | Indisponível           | youth.wit.purpose           |
| "Up All Night" (너가 좋아하길)                                | 2018                   | —                      | Indisponível           | youth.wit.purpose           |
| Colaborações                                                  |                        |                        |                        |                             |
| "Respect" with Lil Boi, Geegooin feat. Loco, Gray, DJ Pumpkin | 2015                   | 6                      | - KOR: 411,916+        | Show Me the Money 4         |
| "Stylin'" with Supreme Boi, Elles                             | 2016                   | —                      | Indisponível           | Sem álbum                   |
| "Decalcomanie" (데칼코마니) with Imlay                        | 2017                   | —                      | Indisponível           | SM Station                  |
| "Iffy" with PH-1, Jay Park                                    | 2017                   | 99                     | - KOR: 20,106          | Sem álbum                   |
| "—" denota lançamentos que não entraram nos charts.           |                        |                        |                        |                             |

### Como artista convidado
| Título                                                               | Ano  | Álbum                         |
| -------------------------------------------------------------------- | ---- | ----------------------------- |
| 병신 F*CKBOY" (Jay Park feat. Sik-K, Bewhy, Ugly Duck)               | 2015 | Worldwide                     |
| "Alone Tonight" (Jay Park feat. Sik-K)                               | 2016 | Everything You Wanted         |
| "Back In The Day" (Henmi feat. Sik-K)                                | 2016 | Deep Shadow                   |
| "My Wave" (Basick feat. Sik-K)                                       | 2017 | Foundation Vol.4              |
| "Show Me Luv" (Changmo feat. Sik-K)                                  | 2017 | Gettin Money Moment           |
| "So Bad" (Loco feat. Sik-k)                                          | 2017 | Bleached                      |
| "City Love" (Ja Mezz feat. Loco, Sik-K)                              | 2017 | City Love                     |
| "Don't Be Shy" (Crush feat. Sik-K)                                   | 2017 | Outside                       |
| "Yacht (K)" (Jay Park feat. Sik-K)                                   | 2017 | Yacht (K)                     |
| "Tell Me" (GroovyRoom feat. Sik-K, Giriboy)                          | 2017 | EVERYWHERE                    |
| "XINDOSHI" (GroovyRoom feat. Sik.K, Loopy,Masta Wu, 김효은)          | 2017 | EVERYWHERE                    |
| "VVIP" (Jo Woo-chan feat. Sik-K, Gaeko)                              | 2017 | Show Me the Money 6 Special   |
| "JUST U" (Jeong Sewoon feat. Sik-K)                                  | 2017 | The 1st Mini Album, Pt.1 Ever |
| "I'll Pick You Up" (Crucial Star feat. Sik-K, Lil Boi)               | 2017 | Starry Night '17              |
| "Tru" (Jung Jin Hyeong feat. Sik-K)                                  | 2017 | Tru                           |
| "Hope You're Ruined" (KISSES feat. Sik-K)                            | 2017 | K1sses                        |
| "도박 Life Is a Gamble Remix" (Jay Park feat. pH-1, Sik-K, Double K) | 2017 | Birthday Gamble               |
| "Tongue Wrestling" (Giriboy feat. Sik-K)                             | 2017 | Graduation                    |
| "I'm Good" (BUMZU feat. Sik-K)                                       | 2017 | BUMZU 3rd Mini Album '27'     |
| "Muse" (Woodie Gochild feat. Jay Park Sik-K)                         | 2018 | Muse                          |
| "BOILING POINT" (Ravi feat. Sik-K)                                   | 2018 | Ravi 2nd MIXTAPE [NIRVANA]    |
| "Penthouse" (pH-1 feat. Sik-K)                                       | 2018 | Gatsby                        |
| "GARASADAE" (H1GHR MUSIC feat. Sik-K, pH-1, Woodie Gochild)          | 2018 | GARASADAE                     |
| "All Day" (DinDin feat. Sik-K, JUNIK)                                | 2018 | All Day                       |
| "Hit Me Up" (Goosebumps (구스범스) feat. Sik-K)                      | 2018 | Stage II                      |
| "Easy" (Wheein feat. Sik-K)                                          | 2018 | Magnolia                      |
| "붕붕" ("Boong-Boong") (HAON feat. Sik-K)                            | 2018 | School Rapper 2 Final         |
| "HANG OVER" (starRo feat. Sik-K)                                     | 2018 | HANG OVER                     |
| "All Night" (SOYOU feat. Sik-K)                                      | 2018 | RE:FRESH                      |

## Videoclipes

### Videoclipes oficiais
| Ano  | Título                                                               | Álbum                       |
| ---- | -------------------------------------------------------------------- | --------------------------- |
| 2015 | "Better Life"                                                        | My Man                      |
| 2016 | "알콜은 싫지만 주면 마실 수 밖에" ("Alcohol") (feat. Jay Park)       | FLIP                        |
| 2016 | "랑데뷰" ("Rendezvous")                                              | FLIP                        |
| 2017 | "FLY" (prod. Groovy Room)                                            | H.A.L.F (Have.A.Little.Fun) |
| 2017 | "party (SHUT DOWN)" (feat.Crush)                                     | H.A.L.F (Have.A.Little.Fun) |
| 2017 | "내일 모레" ("Get that Money") (Prod. BOYCOLD)                       | BOYCOLD                     |
| 2017 | "너의 밤" ("Your Night") ( Prod. BOYCOLD)                            | BOYCOLD                     |
| 2017 | "이어폰" ("Earphone") (Prod. BOYCOLD)                                | BOYCOLD                     |
| 2018 | "YeLowS Gang" (feat. Herr Nayne, Woodie Gochild) (prod. Groovy Room) | TRAPART                     |
| 2018 | "그래 그냥 내게 바로" ("Skip And Kiss") (Prod. GroovyRoom)           | youth.wit.purpose           |

### Aparições em outros videoclipes
| Ano  | Tìtulo                           | Artista                                                        | Álbum                         |
| ---- | -------------------------------- | -------------------------------------------------------------- | ----------------------------- |
| 2017 | "데칼코마니" ("Decalcomanie")    | IMLAY and Sik-K                                                | SHURAI                        |
| 2017 | "YACHT (K)" (Dance visual)       | Jay Park feat. Sik.K                                           | Yacht (K)                     |
| 2017 | "YACHT (K)" (Choreography video) | Jay Park feat. Sik.K                                           | Yacht (K)                     |
| 2017 | "XINDOSHI"                       | Groovy Room feat. Sik.K, Loopy, Masta Wu, 김효은 (Kim Hyo-Eun) | EVERYWHERE                    |
| 2017 | "ADY" ("아침에 다시 얘기해")     | Boi B feat. Sik-K                                              | Night Vibe                    |
| 2017 | "JUST U" (prod. Groovy Room)     | Jeong Se-woon feat. Sik-K                                      | The 1st Mini Album, Pt.1 Ever |
| 2017 | "Iffy" (prod. Groovy Room)       | Sik-k, Jay Park, pH-1                                          | Iffy                          |
| 2017 | "Hope You're Ruined"             | KISSES feat. Sik-K                                             | K1sses                        |
| 2017 | "I'm Good" ("아무렇지 않아")     | Bumzu feat. Sik-K                                              | BUMZU 3rd Mini Album '27'     |
| 2018 | "Easy"                           | Wheein feat. Sik-K                                             | Magnolia                      |